# 一碲化锗
一碲化锗是一种无机化合物，化学式为GeTe。它是一种半金属导体，具有铁电性质。
它主要存在三种晶型，室温的α型（菱方）和γ型（正交），以及高温的β型（立方，岩盐型），其中α相是纯GeTe在铁电居里温度670 K下最常见的相。
掺杂的一碲化锗是低温超导体。